# Teimuraz d'Imerezia
Teimuraz di Imerezia, in georgiano თეიმურაზი? (Kutaisi, ... – Kutaisi, 1768), è stato re d'Imerezia dal 1766 al 1768.
Figlio del principe Mamuka, all'epoca pretendente alla corona d'Imerezia, venne intronato con l'appoggio dell'Impero ottomano dopo la deposizione di suo cugino, re Salomone I. Governò con la protezione dei turchi sino a quando Salomone I non riuscì a riprendere il proprio trono con l'appoggio dell'Impero russo nel 1768. Teimuraz venne quindi catturato e posto nella prigione di Mukhuri dove di lui nulla più si seppe.